# Capa de aire sahariana

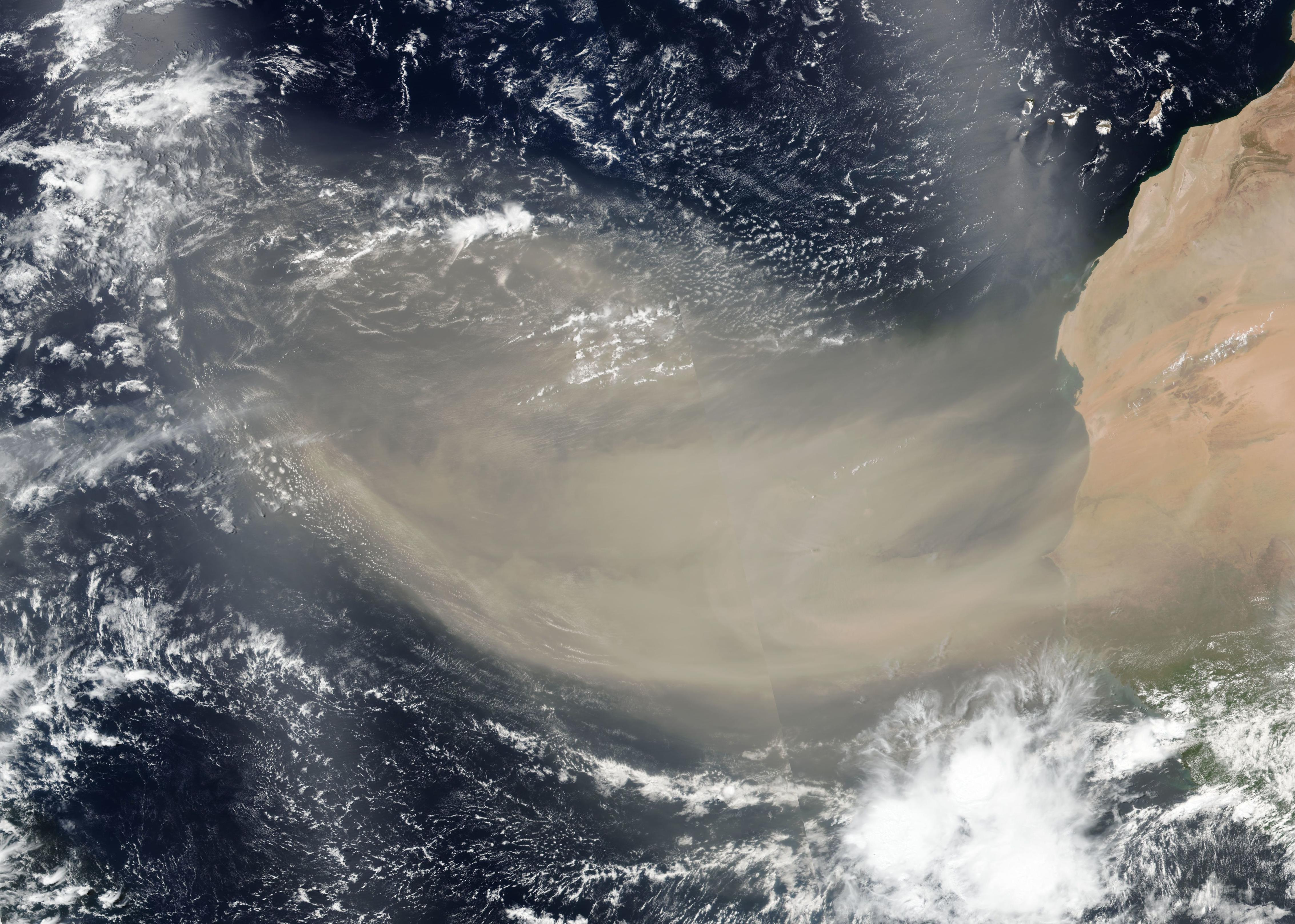
Penachos de arena en África Occidental.

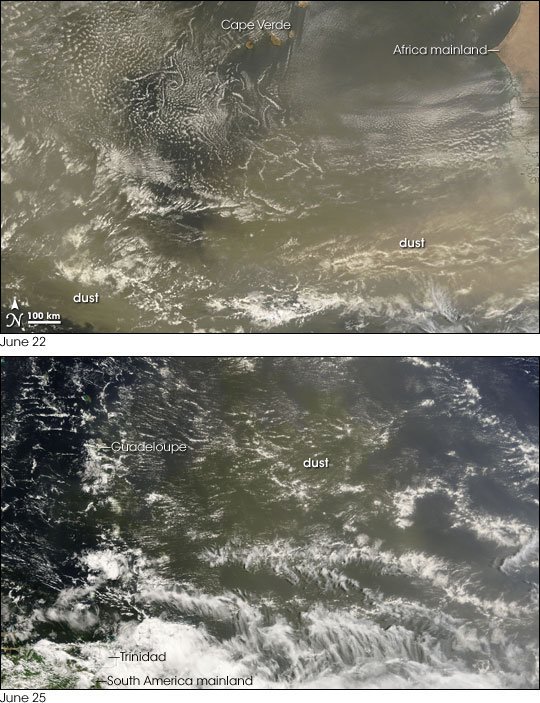
Imágenes que muestran el polvo del Sahara cruzando el Atlántico.

La capa de aire sahariana es una capa de la atmósfera intensa, seca y cálida y, a veces cargada de polvo que a menudo recubre el más fresco y húmedo aire de la superficie del Océano Atlántico. En la región del desierto del Sahara de África del Norte, donde es originario, es la atmósfera prevalente, que se extiende desde la superficie hacia arriba varios kilómetros. Como se mueve, o es conducido, a lo largo de la costa, se eleva por encima de la brisa marina más densa. Esta disposición es una inversión donde la temperatura aumenta con la altura. El límite entre la capa de aire sahariana y la capa marina suprime o "tapa" cualquier convección en la capa de origen marino. Puesto que es aire seco, el gradiente vertical dentro de la propia capa es empinado, es decir, la temperatura cae rápidamente con la altura.
Las perturbaciones tales como los grandes complejos de tormentas eléctricas en el norte de África periódicamente resultan en enormes tormentas de polvo y arena, algunas de las cuales se extienden tan alto como 6.000 metros. Estas pueden ser expulsadas al mar dentro de la capa hacia el oeste, hasta América del Norte.
En el caso de África, los vientos soplan veinte por ciento del polvo de una tormenta al sur del Sahara sobre el Océano Atlántico, y el veinte por ciento de eso, o cuatro por ciento de polvo de una sola tormenta, alcanza todo el camino hacia el Atlántico occidental. El resto se asienta en el océano o se elimina del aire con la lluvia. Los científicos piensan que los números de mediciones realizadas en Puerto Rico en julio de 2000, cerca de 8 millones de toneladas, igualó aproximadamente una quinta parte de los depósitos de polvo totales del año.
Este fenómeno puede ocurrir en cualquier momento del año, pero se suele asociar con el aire caliente que se encuentra en las islas durante los meses de verano, que van en escala de tiempo de unas pocas horas hasta una semana. La calima o calina, como se le llama, es causada por una tormenta de polvo que se agita por los fuertes vientos del Sahara y luego es conducida a través de las Islas Canarias al sur por los vientos del este. Las partículas de arena fina hacen que el aire se vuelva grueso y la visibilidad se convierte en algo así como la experimentada durante una niebla espesa, dependiendo de la gravedad. Durante la calima, cada superficie se cubre de un fino polvo marrón rojizo.

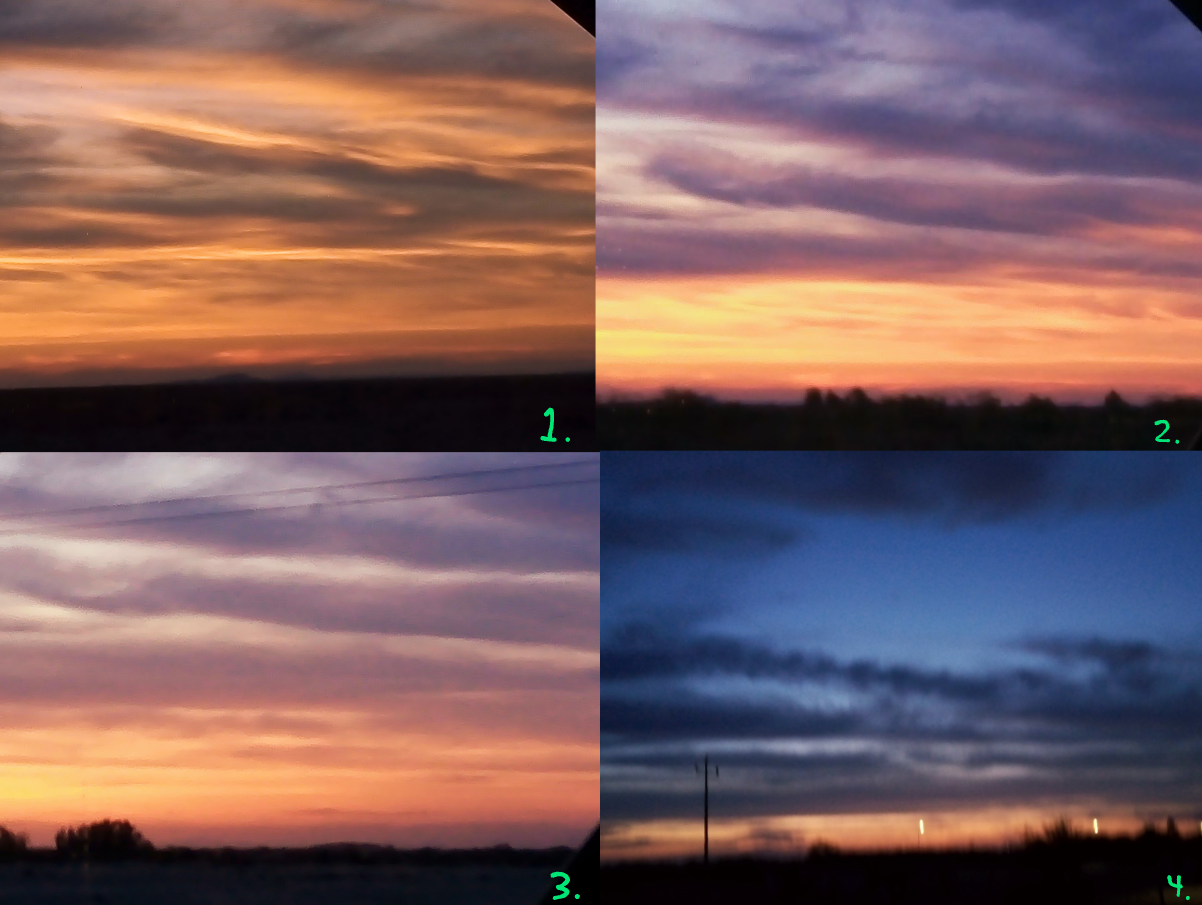
Un atardecer durante la llegada de una capa de aire sahariana en verano.

Estas nubes de polvo son visibles en las fotos de satélite como un blanco lechoso a la sombra gris, similar a la bruma.
Los resultados a la fecha indican que las partículas de polvo ricas en hierro, que a menudo se producen dentro de la capa, reflejan la radiación solar, enfriando la atmósfera. Las partículas también reducen la cantidad de luz solar que llega al océano, reduciendo así la cantidad de calentamiento del océano. También tienden a aumentar la condensación a medida que se desplazan hacia la capa marina inferior, pero no la precipitación, ya que las gotas formadas son demasiado pequeñas para caer y no tienden a coalescer fácilmente. Estas pequeñas gotas posteriormente se evaporan más fácilmente a medida que avanzan hacia el aire seco lateralmente o cuando el aire seco se mezcla hacia abajo desde la capa en lo alto. La investigación sobre aerosoles también muestra que la presencia de pequeñas partículas en el aire tiende a suprimir los vientos. También se ha observado que la capa suprime el desarrollo y la intensificación de los ciclones tropicales, que puede estar relacionado directamente con estos factores.